# Slea Head
Slea Head (iriska: Ceann Sléibhe) är en udde på den västligaste delen av Dinglehalvön, som ligger i den sydvästra delen av grevskapet Kerry i Republiken Irland. Slea Head tillhör provinsen Munster och till udden går vägen R559. De närmaste samhällena är Ballyickeen och Coumeenoole.
Slea Head är ett välkänt landmärke och även en mycket målerisk utsiktspunkt, med en dramatisk utsikt över Blasketöarna.  Den 11 mars 1982 förliste det spanska containerfartyget Ranga vid Dunmore head nära Slea Head, sedan det börjat driva redlöst under en storm. 

### Webbkällor
Den här artikeln är helt eller delvis baserad på material från engelska Wikipedia.